# Manuel Bermúdez Arias
Manuel Bermúdez Arias, meglio conosciuto come Polo (Ferrol, 24 agosto 1936 – La Coruña, 11 dicembre 2016), è stato un calciatore spagnolo, di ruolo attaccante.

## Carriera
Con l'Atlético Madrid vinse tre Coppe di Spagna (1959-60, 1960-61, 1964-65), una Coppa delle Coppe (1961-62) e una Liga.